# Kaija Ledergerber
Kaija Ledergerber (* 11. April 1983 in St. Gallen) ist eine Schweizer Film- und Theaterschauspielerin sowie Hörspielsprecherin.

## Leben
Kaija Ledergerber, geboren 1983 in Sankt Gallen, ist eine Schweizer Schauspielerin und Hörspielsprecherin. Im Anschluss an ihre Schauspielausbildung an der Freiburger Schauspielschule im E-Werk bis 2016 spielte sie u. a. im Theater Kosmos unter der Regie von Augustin Jagg in Wer hat Angst vor Virginia Wolf die Rolle Honey und ebenfalls unter der Regie von Jagg im Stück Das weisse Dorf von Teresa Dopler die Hauptrolle Ruth. Ledergerber ist in diversen Kurz- und Spielfilmen zu sehen, darunter u. a. beim Kinofilm September Babys, in der Hauptrolle Bonnie. Neben ihrer Tätigkeit als Schauspielerin hat Ledergerber auch als Theater- und Filmregisseurin gearbeitet. So hat sie unter anderem Regie geführt in einer neuen Theaterfassung von Die Leiden des jungen Werthers mit Gebärdensprache, die im neuestheater.ch in Dornach uraufgeführt wurde. Darüber hinaus gab sie im Jahr 2021 ihr Regiedebüt bei der SRF Webserie 2059. Zudem ist sie als Sprecherin für Hörspiele beim SRF tätig. Sie ist Mitglied der Vereinigung professioneller Sprecherinnen und Sprecher Schweiz (VPS).

## Filmografie (Auswahl)
- 2017: Weekend-Tide (Kurzspielfilm)[13]
- 2019: Honeymoon (Webserie)[14]
- 2023: September Babies (Kinofilm, Hauptrolle)[15]
- 2024: Seis años tres meses y doce dias(Kurzspielfilm)[16]

## Theater (Auswahl)
- 2014: Das Kaffeehaus
- 2015: Drei Mal Leben
- 2015: Eine Stille für Frau Schirakesch
- 2016: Verlorene Liebesmüh
- 2017/2018: Die Odyssee
- 2019: Olgas Raum
- 2020: Wir sind die Neuen
- 2022: Little Italy
- 2023: Das weisse Dorf
- 2023: Wer hat Angst vor Virginia Wolf

## Hörspiele (Auswahl)
- 2019: Martin Salander – sechsteiliges Hörspiel SRF
- 2020: Spitzeltanz – Hörspiel SRF
- 2021: Radio Tatort – Der letzte Trychler – Hörspiel SRF/ARD
- 2021: Cibelius – Hörspiel SRF